# Ellen Terry en Lady Macbeth
Ellen Terry en Lady Macbeth est un tableau réalisé par le peintre américain John Singer Sargent en 1889. Cette huile sur toile est le portrait en pied de la comédienne de théâtre britannique Ellen Terry. Elle y figure en robe verte, posant sur sa tête une couronne, dans ce qui est une libre reprise de son rôle de Lady Macbeth, le principal personnage féminin de Macbeth, fameuse tragédie du dramaturge William Shakespeare. L'œuvre est conservée à la Tate, à Londres.